# Mathieu Turcotte
Mathieu Turcotte (Sherbrooke, 8 februari 1977) is een Canadees voormalig shorttracker.
Tijdens de Winterspelen van 2002 (Salt Lake City) behaalde Turcotte brons op de 1000 meter. Daarnaast won hij goud met het Canadese aflossingsteam (Bédard, Guilmette, Tremblay, Gagnon, Turcotte) op de 5000 meter aflossing. Daarnaast won hij op de wereldkampioenschappen van 2005 en 2006 de wereldtitel met de aflossingsploeg.

## Persoonlijke records
| Afstand    | Tijd     | Datum      | Baan      | Land |
| ---------- | -------- | ---------- | --------- | ---- |
| 500 meter  | 41,448   | 10-09-2006 | Saguenay  | CAN  |
| 1000 meter | 1.24,581 | 21-11-2004 | Calgary   | CAN  |
| 1500 meter | 2.10,713 | 23-10-2003 | Marquette | USA  |
| 3000 meter | 4.54,790 | 1-1-2000   |           |      |

Geraadpleegd op: 12/5/2007
1992: Kim, Lee, Mo, Song ·
1994: Carnino, Fagone, Herrnhof, Vuillermin ·
1998: Bédard, Campbell, Drolet, Gagnon ·
2002: Bédard, Gagnon, Guilmette, Tremblay, Turcotte ·
2006: Ahn, Lee, Seo, Song ·
2010: Bastille, Ch. Hamelin, F. Hamelin, Jean, Tremblay ·
2014: An, Grigorev, Jelistratov, Zacharov ·
2018: S. Liu, S.S. Liu, Knoch, Burján ·
2022: Ch. Hamelin, Dubois, Pierre-Gilles, Dion